# Sabahpitta
De sabahpitta (Erythropitta ussheri; ook wel Pitta ussheri) is een vogelsoort uit de familie van pitta's (Pittidae). Het is een endemische vogelsoort in de Oost-Maleisische deelstaat Sabah in het noorden van Borneo. Deze vogel is genoemd naar de Britse koloniaal bestuurder en natuuronderzoeker Herbert Taylor Ussher (1836-1880).

## Kenmerken
De sabahpitta is 15 cm lang en lijkt heel sterk op de granaatpitta. De sabahpitta werd ook als een ondersoort van de granaatpitta beschouwd. Het voornaamste verschilkenmerk is de zwarte kruin, terwijl die van de granaatpiita karmijnrood is.

## Leefwijze
Hoewel de dieren kunnen vliegen, geven ze er doorgaans de voorkeur aan om op de grond te blijven. Hun voedsel vinden ze op bosbodem en bestaat uit insecten, andere bodembewonende ongewervelde dieren zoals slakken.

## Verspreiding en leefgebied
De sabahpitta komt alleen voor in Sabah in dicht ongerept regenwoud zoals dat nog zeer plaatselijk bestaat in de Danumvallei, het Bosreservaat Kabili-Sepilok (waar het Sepilok Orang Utan Rehabilitation Centre een onderdeel van is) en andere plaatsen met nog primair laaglandbos of uitgekapt oerbos.

## Status
De grootte van de populatie is niet gekwantificeerd maar de soort wordt omschreven als algemeen. Op de Rode lijst van de IUCN heeft deze soort de status niet bedreigd.